# Antholobus
- Commons
- Wikispecies

Antholobus é um género botânico pertencente à família Santalaceae.